# Lucien Barbut
Pour les articles homonymes, voir Barbu.
Lucien Barbut dit aussi Luc Barbut-Davray, né le 2 octobre 1862 à Nîmes et mort le 11 novembre 1926 à Paris, est un peintre, graveur et illustrateur français.

## Biographie
Né « Lucien Ignace Barbut », fils de Joséphine Morel et de Claude Gabriel Barbut, il commence par prendre des cours de peinture auprès de son compatriote Adolphe Perrot, puis devient étudiant à l'école des Beaux-arts de Paris, où il a pour professeurs Ferdinand Roybet et Alexandre Cabanel. Il présente ses premières toiles au Salon des artistes français en 1885, et ce, régulièrement jusqu'en 1914. Il se spécialise dans le portrait, dans les scènes d'intérieur, et dans les paysages.
Il collabore à la revue Le Monde artiste en y illustrant entre autres des partitions musicales, ainsi qu'aux Annales politiques et littéraires.
Après 1901, il installe son atelier à Ville-d'Avray : c'est sans doute à cette époque qu'il modifie son patronyme, et il commence à signer ses travaux « Luc Barbut-Davray ».
Il illustre quelques ouvrages et produit quelques gravures. Après guerre, il est de nouveau présent au Salon, et ce, jusqu'à sa mort, survenue le 11 novembre 1926 à son domicile parisien situé au 16 quai de Béthune ; il est inhumé à Nîmes.

## Œuvre

### Conservation
- Musée des Beaux-Arts de Nîmes

### Ouvrages illustrés
- Paul Delmet [musique], Ressemblance, poésie de Raoul Gineste, A. Quinzard & Cie, 1894.
- Paris en plein air, album illustré, série « Le Beau Pays de France », Bibliothèque universelle en couleurs, 1897.
- Guy de Maupassant, Contes de la bécasse, illustrations gravées sur bois par Georges Lemoine, Paul Ollendorff, 1901.
- Martial Teneo et Félix Chapiseau, L'Amour sème, la mort fauche, préface de Léon Riotor, illustrations avec Hermann-Paul, Ernest Clair-Guyot, José Engel, Alfredo Leonardo Edel (en), Georges Sauvage et Luce Decloux, éd. Dujarric & Cie, 1904.
- Pierre Veber et Willy, Une passade, illustrations, Calmann-Lévy, 1907.

## Galerie

Quelques œuvres de Lucien Barbut
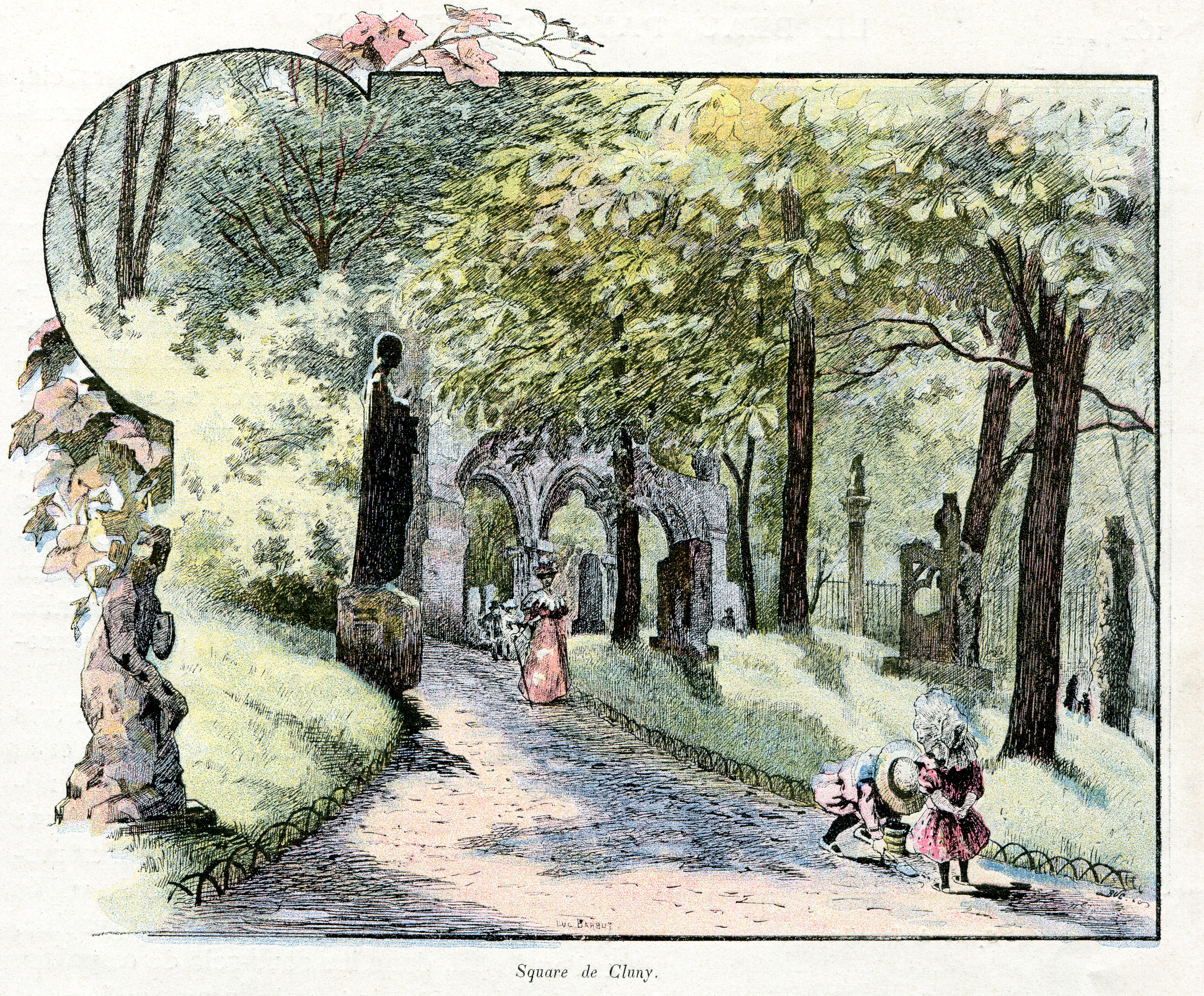
Square de Cluny, 1897
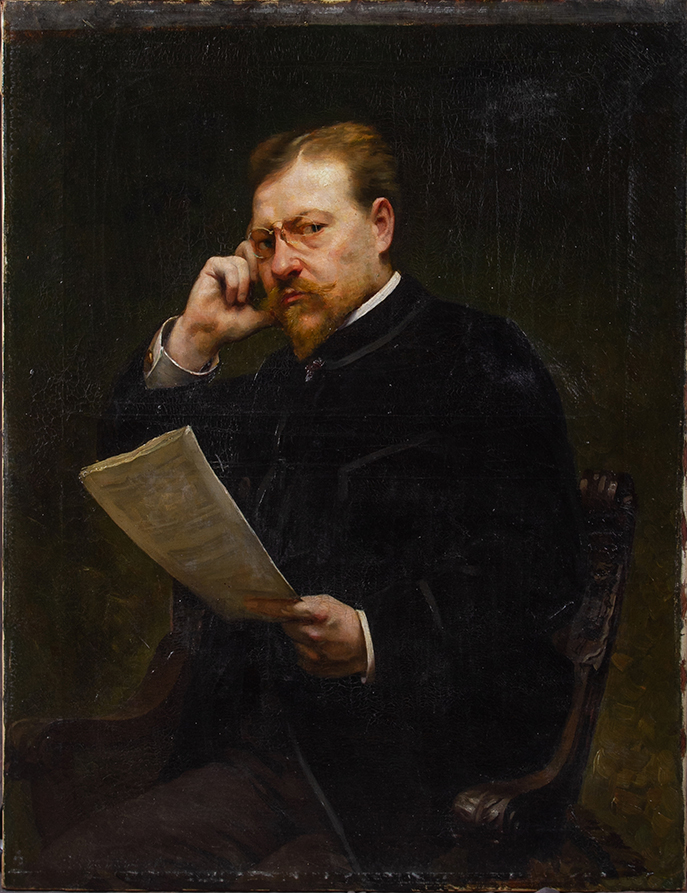
Portrait présumé d'Émile Zola, huile sur toile, 1899, coll. particulière
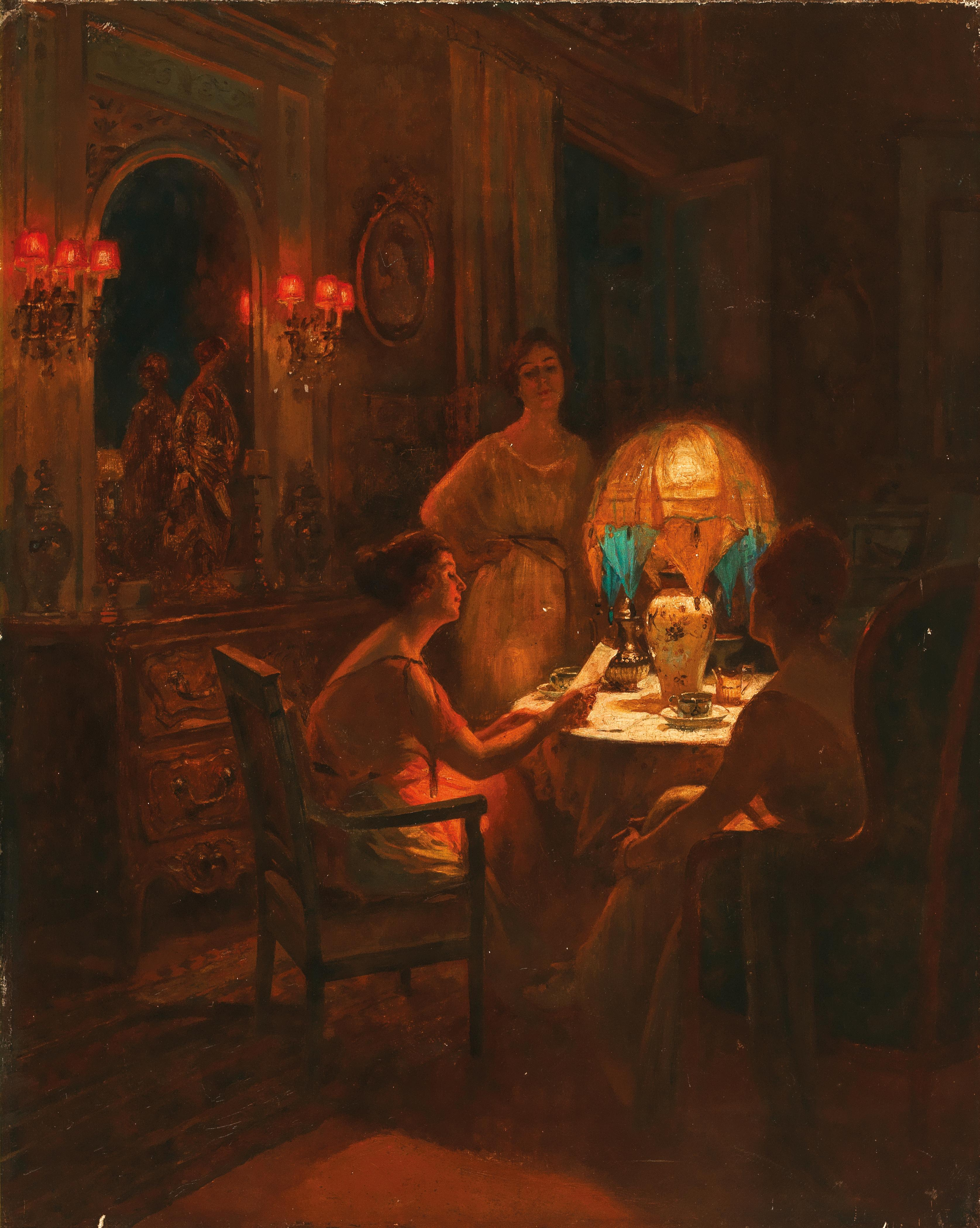
La Lettre d'amour, huile sur toile, c. 1922, coll. particulière